# 迪費安斯 (愛荷華州)
迪費安斯（英語：Defiance）是一個位於美國愛荷華州謝爾比縣的城市。

## 地理
迪費安斯的座標為41°41′29″N 95°50′31″W / 41.69139°N 95.84194°W，而該地的平均海拔高度為389米（即1276英尺）。

## 人口
根據2010年美國人口普查的數據，迪費安斯的面積為1.01平方千米，當中陸地面積為1.01平方千米，而水域面積為0.00平方千米。當地共有人口284人，而人口密度為每平方千米281人。